# Castéra-Bouzet
Castéra-Bouzet é uma comuna francesa na região administrativa de Occitânia, no departamento de Tarn-et-Garonne. Estende-se por uma área de 17,75 km². Em 2010 a comuna tinha 111 habitantes (densidade: 6,3 hab./km²).